# QuadTIN
QuadTIN es una estructura de datos en forma de árbol ideada por Renato Pajarola, Roberto Lario y Marc Antonijuan. Dicha estructura de datos se basa en la estructura del quadtree, pero, a diferencia de éste, los hijos de un nodo no han de ser del mismo tamaño, y ni siquiera ser cuadrados. De esta forma, el quadTIN permite almacenar de forma jerárquica triangulaciones irregulares.
- Datos: Q6094058